# 몸길이
몸길이 혹은 체장(體長)은 동물의 신체의 길이를 의미한다. 사람처럼 이족보행을 하는 동물의 몸길이는 키, 신장이라고도 부른다.

## 몸길이 측정 단위
- 주둥이-항문 길이(snout-vent length, SVL) : 파충류, 양서류에 대해 쓰이는 체장 측정법이며, 주둥이 끝부분에서 총배설강 입구까지의 길이를 의미한다. 꼬리 끝까지의 길이는 별도의 체장으로 간주한다.

## 같이 보기
- 키